# Rue René-Hamon
La rue René-Hamon est une voie de circulation du centre historique de Villejuif dans le Val-de-Marne.

## Situation et accès

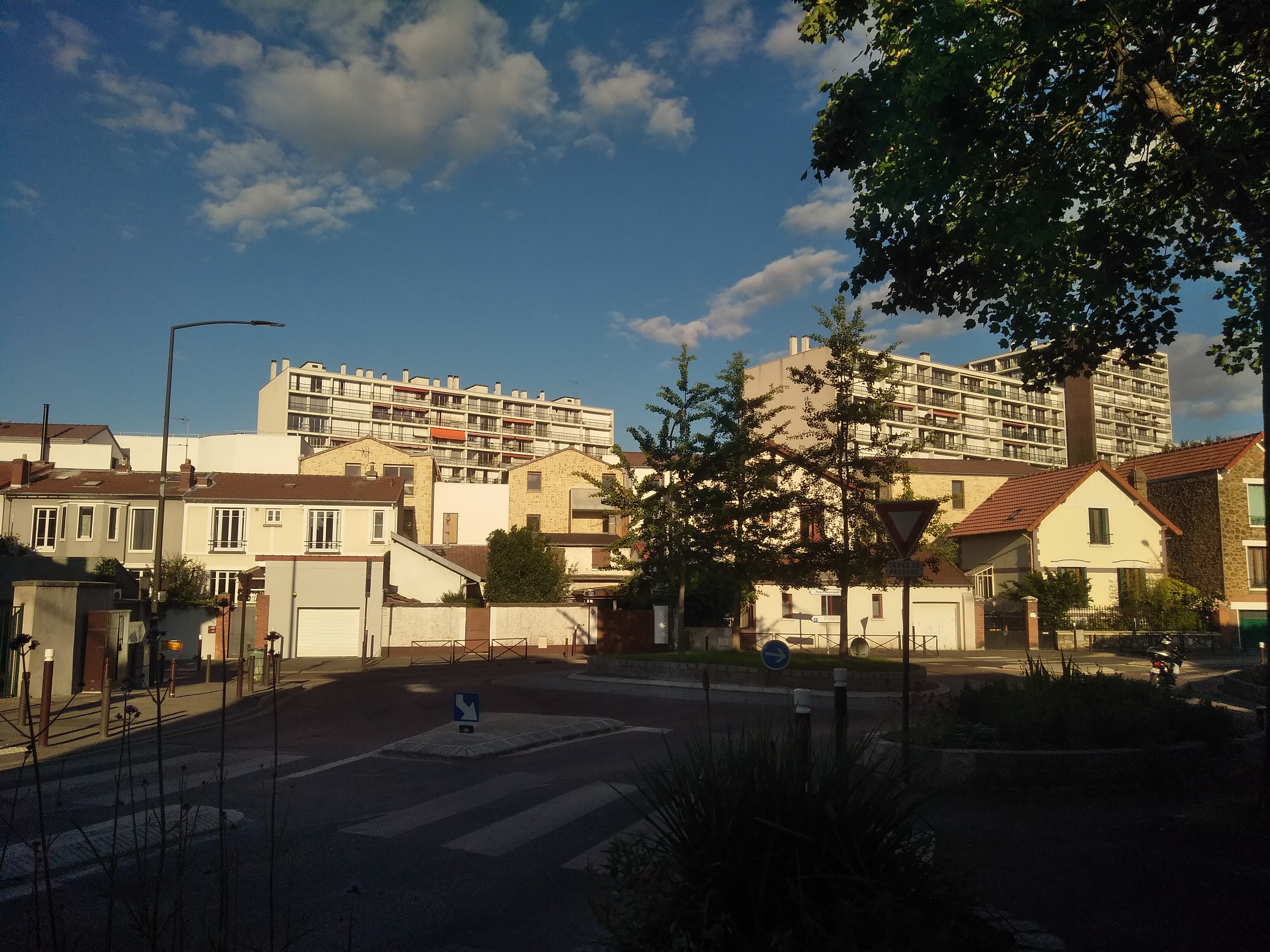
La rue René-Hamon en 2019.

Cette ancienne voie au tracé sinueux est approximativement orientée du nord au sud. Elle rencontre notamment la rue Édouard-Vaillant et la rue Georges-Lebigot et traverse l'ancien carrefour Sacaty, du nom d'un terroir qui bordait le bourg de Villejuif côté ouest. Elle se termine à la route départementale 148.

## Origine du nom

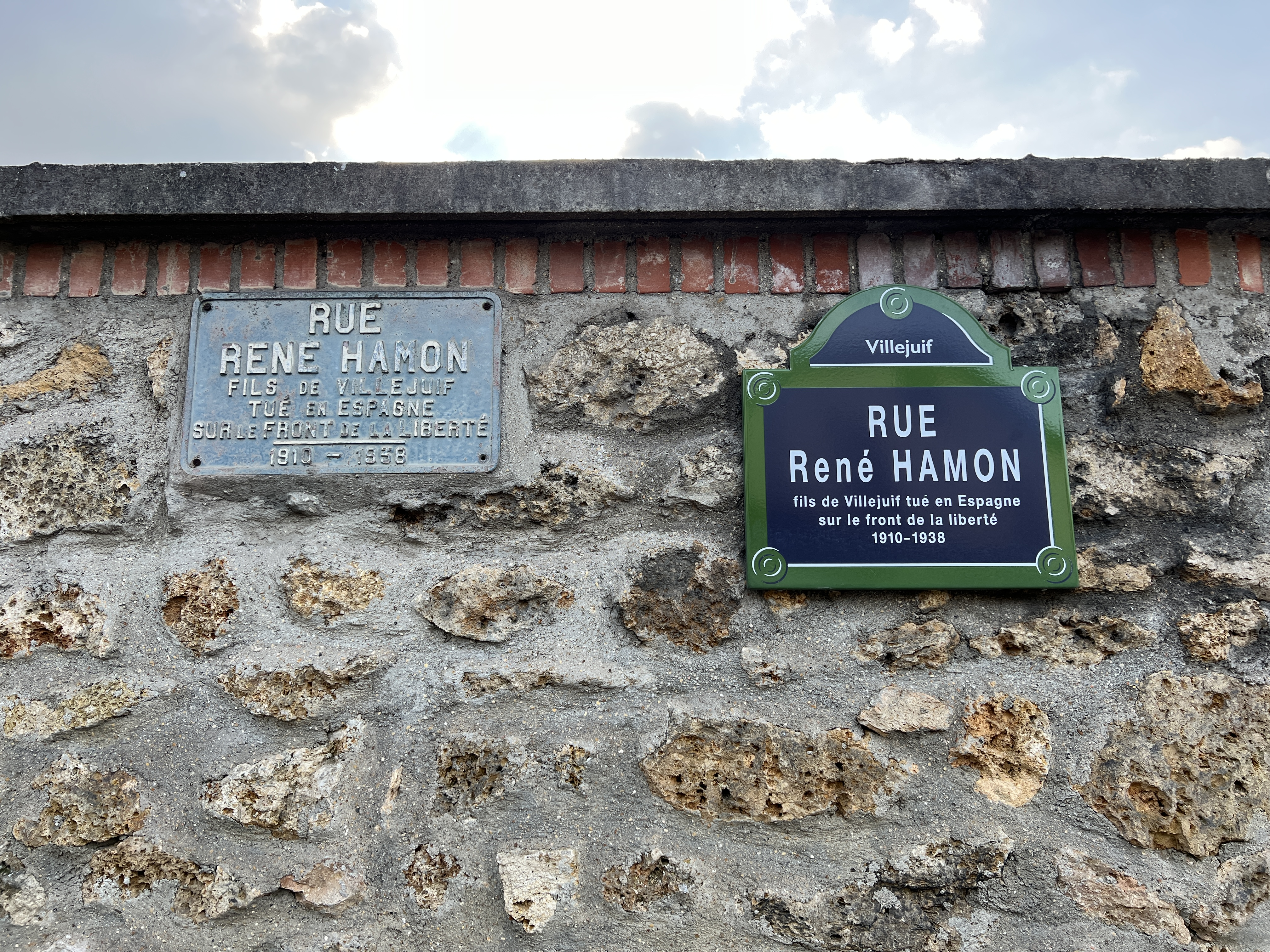
Deux modèles de plaque de rue.

Cette rue s'appelait autrefois rue d'Amont, odonyme provenant de l'accès facile qu'elle donnait aux élévations de terrain environnantes, comme les Hautes-Bruyères, les Monts-Cuchets, les Monts-Gêts.
Le 7 mai 1939, elle fut renommée en l'honneur de René Hamon, militant communiste, secrétaire personnel de Paul Vaillant-Couturier, engagé dans les brigades internationales, chef du 4e bataillon Henri-Barbusse, mort pendant la guerre d’Espagne.
La villa d'Amont perpétue le souvenir de son ancien nom.

## Historique

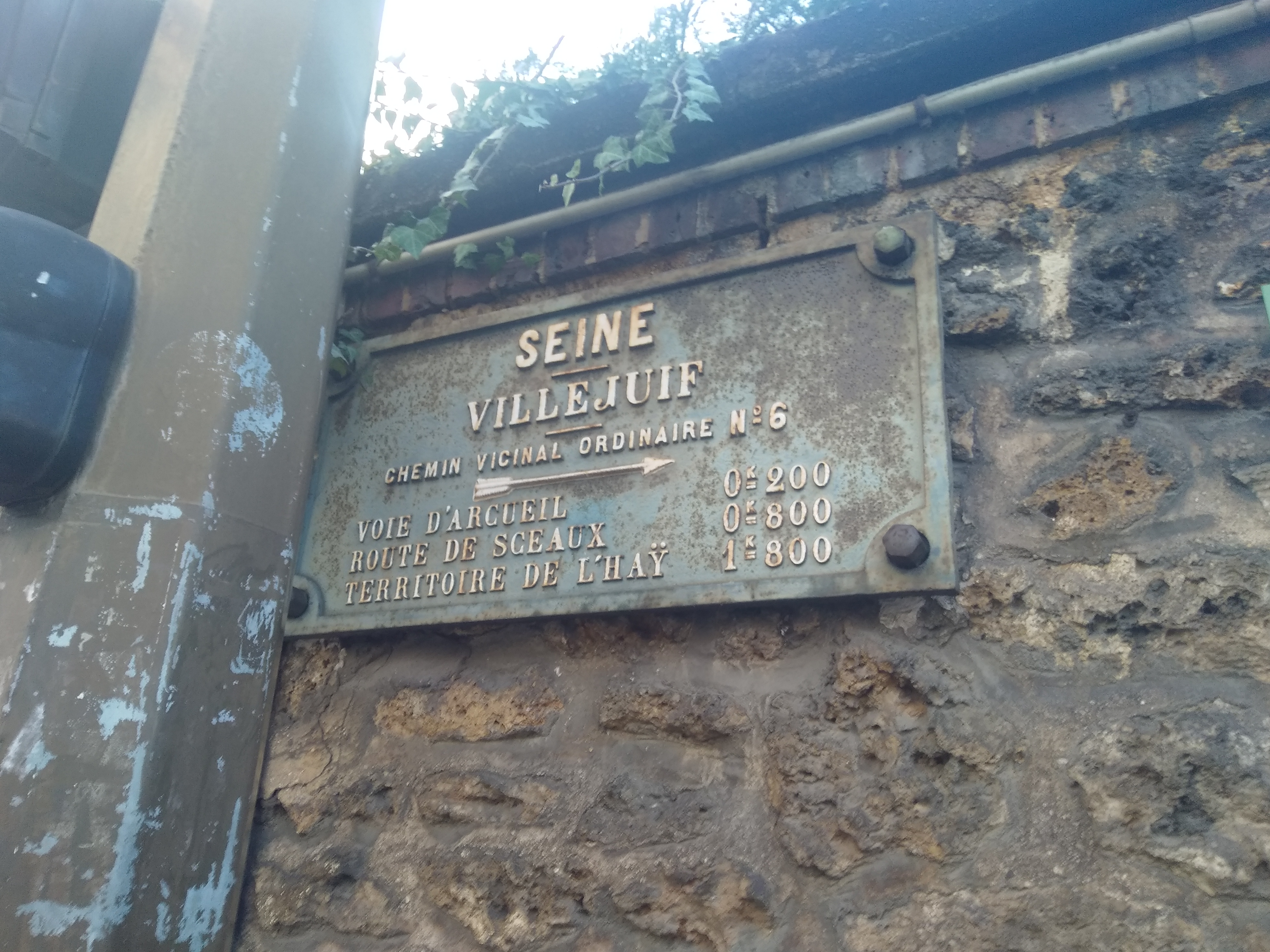
Plaque de cocher, fin du XIXe siècle.

Une délibération municipale du 29 mai 1791 constate que cette rue est inhabitable les trois-quarts de l'année, et demande qu'elle soit pavée.

## Bâtiments remarquables et lieux de mémoire
- Hôtel de ville de Villejuif, acquis par la municipalité en 1845.
- Établissement public de santé Paul-Guiraud.
- Il s'y trouvait à la fin du XIXe siècle une école congréganiste reservée aux filles.